# Corgathalia viettei
Corgathalia viettei là một loài bướm đêm trong họ Noctuidae.